# Solpugema erythronotoides
Espèce
Synonymes
- Solpuga erythronotoides Hewitt, 1919

Solpugema erythronotoides est une espèce de solifuges de la famille des Solpugidae.

## Distribution
Cette espèce est endémique d'Afrique du Sud.

## Description
Le mâle holotype mesure 23 mm.

## Publication originale
- Hewitt, 1919 : A short survey of the Solifugae of South Africa. Annals of the Transvaal Museum, vol. 7, p. 1–76 (texte intégral).